# Derivados de crédito
Los derivados de crédito son contratos financieros bilaterales (Over The Counter – OTC) por los cuales una de las partes busca cubrirse del riesgo de crédito de un determinado instrumento y transferirlo a la contrapartida a cambio de una prima periódica. Se trata de derivados cuyos subyacentes son obligaciones de pago de emisores públicos o privados.
Los riesgos cubiertos por un derivado de crédito (default o event of default) corresponden a acontecimientos definidos en el contrato: bancarrota, liquidación, falta de pago por la entidad de referencia, degradación de la calificación de la empresa por las agencias de calificación (Moody's, Standard & Poor's, FitchRatings entre otras), etc.
Al tratarse de contratos financieros bilaterales, los actores del mercado suelen usar contratos estándar con el fin de negociar contratos estandarizados por ser más líquidos ya que su negociación queda referida solo a los términos financieros al ser los demás estándares. Los actores del mercado suelen referirse a las cláusulas ISDA 2003 (internacional swaps  and derivatives association inc.) que establecen un marco legal para la negociación de este tipo de productos.
Los derivados de crédito más comunes son los Credit Default Swap (CDS) y los Equity Default Swap (EDS).  En el vocabulario común son conocidos como pólizas de seguros contra el riesgo que un inversionista está corriendo.